# Бубер, Соломон
Соломон Бубер (род. во Львове в 1827, умер там же 28 декабря 1906 года) — галицийский еврейский учёный, издатель древнееврейской агады. Дед и наставник Мартина Бубера.

## Биография
Изучал Библию и Талмуд сперва под руководством своего отца, Исаия Авраама Бубера, богатого коммерсанта и знатока Талмуда и еврейской философии, a затем y других учителей и талмудистов. Во Львове господствовало в то время научно-просветительное направление Нахмана Крохмала и Соломона Рапопорта, и под этим влиянием Соломон Бубер стал интересоваться еврейской историей, особенно историей еврейской письменности.
Не делая из научных занятий источника материального существования, в 20-летнем возрасте стал заниматься коммерцией. Вскоре он получил звание «Handelskammerrath’a» и был назначен на должность члена наблюдательного совета австро-венгерского и национального банков и галицийской сберегательной кассы. Долгое время был также одним из членов правления львовской общины, членом комитета «Bernstein-Stiftung» и многих других общественных и благотворительных учреждений.
В период погромов он много содействовал облегчению участи эмигрантов во время их пребывания в Галиции.
Занимаясь коммерцией и общественной деятельностью, Бубер посвящал значительную часть своего времени научным работам по еврейской истории и литературе.

### Издание мидрашей (библейских трактатов)
Его особенно интересовали мидраши, которыми до того времени мало кто занимался с научной точки зрения. Лишь Л. Цунц впервые в своём капитальном труде «Die Gottesdienstlichen Vortrage der Juden» («Богослужебные проповеди евреев», 1832) воздал должное этой важной отрасли еврейской литературы, и крупный труд Цунца имел решающее влияние на всю научную деятельность Бубера: он поставил себе задачей:
1. обнародование агадических сборников, имевшихся тогда лишь в виде рукописей, напр. פסיקתא דרב כהנא (Pesikta de Rab Kahana), которая даже Цунцом и Рапопортом считалась утерянной,
2. исправление уже изданных сборников, которые пестрят опечатками и пропусками, равно как указание их происхождения и содержания.[4]

Для установления правильного чтения текстов Бубер не жалел средств на копии с древнейших рукописей и старопечатных изданий. В примечаниях он добросовестнейшим образом отмечал варианты текста и особенно заботливо старался исправлять и объяснять встречающиеся в более древних мидрашах греческие и латинские слова. В своих введениях, которые нередко представляют законченные монографии, Бубер подробно останавливался на истории рассматриваемого памятника и приводил перечень авторов и сочинений, цитируемых в мидраше, равно как тех, где имеются заимствования из данного мидраша. Таким образом, сочинения Бубер, исчерпывая тему во всех отношениях, обнаруживают обширную эрудицию автора и его необыкновенную способность к синтезу.
Первым его трудом в этой области является издание «Pesikta de Rab Kahana», или «Agadat Erez Israel» (Лык, 1868). Издание снабжено не только комментарием и примечаниями, но и обширным введением из 11 глав, исследующим всё, что так или иначе касается этого мидраша. Труд был оценен учёным миром, и введение было переведено на немецкий язык профессором А. Вюнше и напечатано им в его переводе мидраша (Лейпциг, 1884).
По той же системе Бубер издал и другие труды из области мидрашитской литературы:
- «Midrasch Abkir[англ.]», сперва появился в Haschachar, XI, a потом отдельным изданием с предисловием, Вена, 1883;
- «Midrasch Lekach Tob», или «Pesikta Zutarta», комментарий Тобии бен-Элиезера на Пятикнижие (Вильна, 1884); в обширном введении Бубер сообщает, кроме сведений, приведённых во введении к «Pesikta de Rab Kahana», также данные об авторе сборника, о его происхождении, ο его времени и местопребывании, о его учителях и учениках, a также ο других его рукописных трудах;
- «Midrasch Tanohuma[англ.]» (Вильна, 1885);
- отрывки из мидраша «Ele-ha-Debarim Zuta», изданные по цитатам из мидраша «Debarim», встречающимся в Ялкуте и в комментарии Бахьи бен-Ашер на Пятикнижие и не имеющимся в печатном издании мидраша, вместе с мидрашем на главу Дебарим из рукописи Мюнхенской библиотеки, с предисловием и примечаниями, сперва появились в журнале «Bet Talmud», II, затем отдельным изданием со значительными дополнениями, Вена, 1885;
- «Сифре ди-агадета» (Вильна, 1886), собрание разных мидрашей к кн. Есфирь:
  1. мидраш «Абба Горион»,
  2. мидраш «Panim Acherim»,
  3. мидраш «Lekach Tob»;
- мидраш «Tehillim[англ.]», или «Schocher Tob», комментарий к Псалтири (Вильна, 1891);
- мидраш «Мишлей[англ.]» (Вильна, 1893 г.);
- мидраш «Шмуэль[англ.]» (Краков, 1893);
- мидраш «Agada», анонимный агадический комментарий к Пятикнижию (Вена, 1894);
- «Midrasch Zutta» к Песне Песней, Руфи, Плачу, Иеремии и Экклезиасту (Берлин, 1894);
- «Agadath Esther», агадические трактаты к кн. Эсфирь (Краков, 1897);
- мидраш «Echa Rabbati[англ.]» (Вильна, 1899);
- «Jalkut Machiri[англ.]» к Псалмам (Бердичев, 1899);
- мидраш «Sechel Tob» Менахема бен-Соломон[англ.] к кн. Бытия и Исход, 2 тома (Берлин, 1900—02)[4].

#### Литературные труды
Первой его литературной работой была биография грамматика Илии Левиты (Лейпциг, 1856). Затем он издал:
- «De Lattes, Gelehrtengeschichte, Schaarei Zion» (книгу «Тоledoth Jizchak» Исаака бен-Яков де Латтеса, Ярослав, 1885);
- «Schibole ha-Leket» Цедекии бен-Авраам[англ.] (Вильна, 1886);
- «Pescher Dabar», сочинение Саадии Гаона об Арах Legomena в Библии (первоначально издано в сборнике «Ozar ha-Sifrut», I, затем вышло отдельным изданием, 1888);
- «Agur» Самуила бен-Яков Джамы (конца XI века), введение и дополнения к Аруху (в юбилейном сборнике в честь Греца, Бреславль, 1888);
- «Mayan Gannim», комментарий Самуила бен-Ниссим к Иову (Берлин, 1889);
- Biurim: объяснения Иедаии Пенини[англ.] к мидрашу Тегиллим (Краков, 1891) и комментарий к «Плачу Иеремии» Иосифа Каро (в Kaufmann-Gedenkbuch, Бреславль, 1901);
- «Ansehe Sehern», биографии и эпитафии львовских раввинов и рош-иешив с 1500 по 1890 гг. (Краков, 1895);
- «Sefer ha-Orach», респонсы и «правила» (Minehagim) Раши, записанные его учениками (Краков, 1906), последнее издание Бубер, подготовленное им перед самой смертью[4].

Помещённые Бубером статьи в «Jeschurun» Кобака (Joseph Isaac Kobak), в «Гамелице», «Гакармеле», «Гаасифе», «Гашахаре» и др. периодических изданиях, также содержат ценные сведения по еврейской истории и литературе. Из них особенно важны:
- примечания к 7 мелким трактатам иерусалимского Талмуда («Meged Jerachim», IV);
- «Leket we-Schikcha», 50 талмудических изречений, недостающих в обычных изданиях Талмуда (львовский «Ozar Chochmah»);
- «Моисей га-Даршан и его произведение» («Гамагид», XVIII, № 15, 17, 18);
- יריעות שלמה, приложение к «Rab Paalim» Авраама бен-Илии из Вильны[англ.] (Варшава, 1894);
- критика на Ялкут Machiri к Исаии, изд. Шапиро (Краков, 1895);
- נקורת תהיה, критика на Песикта с введением Давида Лурье[англ.] (Варшава, 1893, и Краков, 1895);
- «Kirjah Nisgabah», биографии жолкиевских раввинов (до буквы ד), напечатано в «Haeschkol», I—III, 1898—1900;
- исследование в «Steinschneider-Zeitschrift» с изложением новой теории o «Petichot» (введениях) в мидраше «Echa Rabbati», и мн. др.[4]